# Chun Wei Cheung
Chun Wei Cheung (Amsterdam, 15 april 1972 – aldaar, 14 oktober 2006) was een Nederlands roeier. Hij vertegenwoordigde Nederland eenmaal op de Olympische Spelen en won bij die gelegenheid een zilveren medaille.

## Biografie
Cheungs ouders waren afkomstig uit Hongkong. Hij werd geboren in Amsterdam en groeide op in het Twentse Goor. Toen hij in Amsterdam economie ging studeren kwam hij bij de vereniging Nereus in aanraking met de roeisport. Gezien zijn geringe postuur (lengte: 1,60 m, gewicht: 55 kg) werd hij tot stuurman gebombardeerd.
In 1996 won hij bij de wereldkampioenschappen in Strathclyde met de derde plaats in de twee met stuurman zijn eerste wereldkampioenschapsmedaille. Als stuurman van de nationale roeiploeg Holland Acht won hij een zilveren medaille op de Olympische Spelen 2004 na de Amerikanen. Hij won ook met de acht tweemaal de Grand Challenge Cup van de Henley-Regatta.
In augustus 2006 nam hij met de Holland Acht nog deel aan de wereldkampioenschappen in het Engelse Eton, waar de ploeg als dertiende eindigde. Bij terugkeer in Nederland klaagde Cheung over vermoeidheid. Uit medisch onderzoek bleek vervolgens dat hij leed aan een zeer zeldzame, agressieve vorm van leverkanker. Hij overleed twee maanden later in Amsterdam op 34-jarige leeftijd.
Enkele uren voor zijn overlijden werd hij benoemd tot lid van verdienste van zijn vereniging, de ASR Nereus. De destijds nieuwe boot van de Holland Acht werd naar hem genoemd.
Michiel Bartman · 
Geert-Jan Derksen · 
Gerritjan Eggenkamp · 
Jan-Willem Gabriëls · 
Daniël Mensch · 
Diederik Simon · 
Matthijs Vellenga · 
Gijs Vermeulen · 
Chun Wei Cheung (stuurman)